# TSMP
TSMP, абревіатура від Time Synchronized Mesh Protocol, був розроблений компанією Dust Networks як протокол зв'язку для самоорганізованих мереж бездротових пристроїв під назвою motes. Пристрої TSMP залишаються синхронізованими один з одним і спілкуються у часових інтервалах, подібно до інших систем TDM (мультиплексування з часовим розподілом). Такий детермінований зв'язок дозволяє пристроям мати надзвичайно низьку потужність, оскільки радіостанції вмикаються лише на періоди запланованого зв'язку. Протокол розроблено для дуже надійної роботи в шумному середовищі. Він використовує перемикання каналів, щоб уникнути перешкод — пакети між пристроями TSMP надсилаються різними радіоканалами залежно від часу передачі. TSMP відрізняється від інших протоколів на основі сітки з часовими інтервалами тим, що синхронізація часових інтервалів підтримується безперервно та дає змогу мережі виконувати робочий цикл на парній основі передавач-приймач, а не переводити всю мережу в сплячий режим на деякий час, тривалі періоди часу (як це робиться в протоколі на основі маяків, наприклад DigiMesh).
Основна технологія сітчастої мережі Dust Networks із синхронізованим часом була стандартизована HART Communications Foundation за допомогою протоколу WirelessHART, стандарту ISA100 Міжнародного товариства автоматизації та стандартів Інтернет-протоколів, таких як рівень MAC IEEE802.15.4E та IETF 6TiSCh.
Сітчаста мережа, синхронізована за часом, продається для додатків, які потребують надійності та надтривалого терміну служби батареї, який зазвичай вимірюється роками. Він призначений для промислового ринку для моніторингу та контролю виробничих процесів.